# Club Atlético Tucumán
Maillots
Actualités
Le Club Atlético Tucumán est un club argentin de football basé à San Miguel de Tucumán, fondé en 1902.
Promu pour la saison 2008-2009 en Nacional-B (la deuxième division nationale), le club obtient une deuxième promotion consécutive et participe lors de la saison 2009-2010 à la Primera División, niveau auquel il a déjà évolué de 1973 à 1981 puis en 1984.

## Palmarès
- Championnat d'Argentine de deuxième division
  - Champion : 2009 et 2015.

- Coupe d'Argentine
  - Finaliste : 2017.

## Anciens joueurs
- Favio Álvarez (en)
- Héctor Carlos Álvarez (en)
- Bruno Bianchi (en)
- Juan Francisco Castro (en)
- Diego Erroz (en)
- Martín Granero (en)
- Lucas Ischuk (en)
- Sebastián Longo (en)
- Cristian Lucchetti (en)
- César Montiglio (en)
- Javier Páez (en)
- Martin Albano Pautasso (en)
- Juan Pablo Pereyra (en)
- Luis Rodríguez
- Claudio Sarría (en)
- Ricardo Julio Villa (en)
- Deivis Barone (en)